# On My Way to Church
On My Way to Church – debiutancki album amerykańskiego rapera Jima Jonesa. Został wydany 24 października, 2004 roku.
W pierwszym tygodniu sprzedano 44000 kopii albumu.

## Lista utworów
1. „On My Way to Church” (Intro)
2. „Capo Status (1st Take)”
3. „Only One Way Up” (feat. Cam’ron & Juelz Santana)
4. „This Is Jim Jones” (feat. Cam’ron)
5. „Let's Ride” (feat. J.R. Writer)
6. „Certified Gangstas” (feat. Cam’ron & Bezel)
7. „Jamaican Joint” (feat. Cam’ron & Juelz Santana)
8. „End of the Road” (feat Bun B & T.I.)
9. „Shotgun Fire”
10. „Capo Status (2nd Take)”
11. „Lovely Daze / Memory Lane”
12. „Spanish Fly” (featuring Chico De barge)
13. „Livin Life as a Ridah” (featuring Denise Weeks)
14. „Twin Towers” (feat. Bizzy Bone)
15. „When Thugs Die”
16. „This Is Gangsta” (feat. Bezel & Juelz Santana)
17. „Crunk Muzik” (feat. Cam’ron & Juelz Santana)
18. „Bend n Stretch”
19. „Talking to the World”
20. „Capo Status Final Take”
21. „On My Way to Church” (Outro) (feat. Benjamin Chavis Muhammad)

## Pozycja na liście
| Rok  | Pozycja       | Pozycja                |
| Rok  | Billboard 200 | Top R&B/Hip Hop Albums |
| ---- | ------------- | ---------------------- |
| 2004 | 18            | 4                      |